# Feleknas Uca
Feleknas Uca (pronuncia: [fəlekˈnas_uˈd͡ʒa]) (Celle, 17 settembre 1976) è una politica curda di religione yazida, con cittadinanza tedesca e turca. Più volte eletta prima parlamentare europea e poi parlamentare turca, dal 1999 al 2005 è stata l'unica parlamentare yazida al mondo.

## Biografia
Feleknas Uca è nata a Celle, nella regione tedesca della Bassa Sassonia, da una famiglia yazida immigrata dalla Turchia.
Ha preso il diploma a Celle, quindi ha seguito un tirocinio come assistente medico. Infine, nel periodo fra le due carriere politiche, ha conseguito l'Abitur (maturità) a distanza.
Nel 2010 ha istituito la fondazione Feleknas Uca che tutela i diritti delle donne e dei bambini. È stata anche la portavoce locale del coordinatore dell'associazione Terre des Femmes.
Feleknas Uca ha vissuto a Celle fino a luglio 2014, quando si è trasferita a Diyarbakır nel Kurdistan turco.

## Carriera politica

### In Europa
Nelle elezioni europee del 1999, all'età di 22 anni, è stata eletta in Germania nella lista nazionale del Partito del Socialismo Democratico, quinta su sei seggi ottenuti. Nella quinta legislatura europea (1999–2004) ha fatto parte delle commissioni giuridica e per il mercato interno, per la cultura, la gioventù, l'istruzione, i mezzi d'informazione e lo sport e per i diritti della donna e le pari opportunità, nonché della delegazione parlamentare congiunta UE-Turchia. Nella sua attività parlamentare ha tenuto accesa l'attenzione dell'Europa sulle violazioni dei diritti umani in Turchia. La Uca ha mantenuto stretti legami con gruppi filo-curdi in Turchia.
In vista delle elezioni europee del 2004, il partito la candida come settima nella lista nazionale, mettendone l'elezione a rischio. Tuttavia alla prova delle urne ha ottenuto l'ultimo posto disponibile. Nella sesta legislatura europea (2004-2009) ha fatto parte della commissione per lo sviluppo e di nuovo della delegazione parlamentare congiunta UE-Turchia. Alcuni punti salienti della sua attività parlamentare sono stati la richiesta di riconoscimento internazionale dello sterminio di curdi iracheni negli anni 1987-1988 come «genocidio» e di contributo all'assistenza sanitaria dei sopravvissuti e l'attenzione sulla situazione della striscia di Gaza, sui rifugiati birmani in Thailandia, sul funzionamento del dialogo e delle consultazioni con i paesi terzi in materia di diritti umani, sulle impiccagioni in Iran e sul processo democratico in Turchia.
Durante il suo mandato al parlamento europeo, ha suscitato controversie in Turchia per le sue posizioni pro-curde. Nel 2005, il partito democratico popolare (DEHAP) curdo fu sottoposto ad un'indagine di polizia per un discorso della Uca in curdo, in cui sosteneva la riduzione della soglia di sbarramento elettorale del 10%, la proclamazione di un'amnistia generale e la sospensione di tutte le azioni militari.
Nel 2012 fu arrestata all'aeroporto di Istanbul per aver tentato di portare una grande quantità di vitamine B a carcerati curdi nelle prigioni turche e quindi respinta in Germania.

### In Turchia
Nel luglio 2014, la Uca si è trasferita a Diyarbakır, la città turca con la maggiore popolazione curda. L'anno successivo è stata inserita dall'HDP nelle sue liste elettorali per le successive elezioni, fra i vari candidati yazidi. Nelle elezioni politiche del giugno 2015 ed in quelle del novembre dello stesso anno la Uca è stata eletta al parlamento unicamerale, sempre nella lista dell'HDP per il collegio di Diyarbakır. Secondo la stampa turca, è la prima volta in assoluto che un membro della comunità yazida è eletto in parlamento, in questo caso due perché oltre a lei è eletto Ali Atalan.
Nel maggio del 2016 le è stata tolta l'immunità parlamentare, fatto condannato da diversi politici europei. Nelle successive elezioni del 24 giugno 2018 è stata rieletta.

## Posizioni politiche

### Politica curda
Ha fatto parte della delegazione parlamentare in marcia verso Cizre quando nel 2015 vi era stato imposto il coprifuoco. Sostiene l'uso della lingua curda e si oppone al divieto di spettacoli teatrali ed eventi in curdo, nonché all'arresto di chi insegna in curdo. Inoltre sostiene il sistema di doppia presidenza attuato nei comuni governati dal Partito delle Regioni Democratiche (DBP, curdo) e condanna la nomina statale di commissari in sostituzione dei sindaci eletti appartenenti a partiti curdi.

### Politica estera
Fa parte della delegazione parlamentare UE-Turchia ed è una dei portavoce dell'HDP per la politica estera. Sostiene l'autogoverno del Kurdistan siriano condotto dal PYD (Partito dell'Unione Democratica. Si è anche dichiarata riconoscente al Partito dei Lavoratori del Kurdistan, il PKK, per la sua difesa degli Yazidi contro l'ISIS (Daesh) in Iraq.

## Cause legali
Nel 2017 è stata inquisita per diffusione di propaganda terroristica. Il 17 marzo 2021 il procuratore presso la Corte di Cassazione ha aperto un fascicolo presso la Corte Costituzionale, chiedendo un bando quinquennale dall'attività politica per la Uca ed altri 686 politici dell'HDP. L'accusa è stata portata avanti insieme con la richiesta di chiusura dell'HDP a causa dei presunti legami del partito con il PKK.

## Vita privata
È preparata ad essere arrestata in qualsiasi momento e per questo tiene costantemente una valigia con i suoi effetti personali pronta in caso d'arresto.